# Ahmed Magdi
Ahmed Magdy Saad Mohamed (Al-Mahalla Al-Kubra, 9 de dezembro de 1989) é um futebolista profissional egípcio que atua como meia.

## Carreira
Ahmed Magdi integrou do elenco da Seleção Egípcia de Futebol da Olimpíadas de 2012.